# Капуста
Капу́ста (Brassica) — рід рослин з родини капустяних (Brassicaceae). Рослини цього роду можуть бути колективно відомі як капустяні або як гірчичні.
До роду входять дикорослі види і культурні форми капусти, деякі коренеплоди (ріпа, бруква тощо); олійні та пряні культури (ріпак, гірчиця та ін.).
Цей рід відомий тим, що містить більше важливих сільськогосподарських та садових культур, ніж будь-який інший рід. Він також містить низку бур'янів, включаючи 30 диких видів і гібридів. Більшість з них є однорічними або дворічними рослинами, але деякі є малими чагарниками.
Рід походить у дикому виді із Західної Європи, Середземномор'я та регіонів Азії з помірним кліматом. На додаток до культурних видів, які вирощують по всьому світі, деякі дикі види ростуть у вигляді бур'янів, особливо в Північній Америці, Південній Америці та Австралії.
Майже всі частини тих чи інших видів були пристосовані до вживання у їжу, включаючи коріння (бруква, ріпа), стебла (кольрабі), листя (капуста білоголова, капуста червоноголова, брюссельська капуста), квіти (капуста цвітна, броколі) та насіння (серед інших — гірчиця і ріпак). Деякі форми, з білими або пурпуровими квітами, вирощують у декоративних цілях.

## Хвороби капусти
Чорна ніжка — грибок, який заражає розсаду капусти. Коренева шийка рослини буріє. З'являється гниль, через яку розсада вилягає. Розвитку хвороби сприяють велика вологість землі, повітря, різкі перепади температури, загущення посівів та висока кислотність ґрунту. Аби запобігти розвитку чорної ніжки, треба дезінфікувати насіння для розсади та стежити за поливом рослини.
Кила капусти — грибкове захворювання, що розвивається на коренях розсади та спричиняє неконтрольований поділ клітин, що призводить до утворення наростів на корінцях. Через деформації клітин, саджанці не зможуть отримувати поживні речовини, воду з ґрунту і через деякий час гинуть. Якщо молода рослина повільно росте — треба оглянути її корінці. Якщо є нарости, знищіть таку рослину. Для профілактики, кислий ґрунт вапнують, а у важкий глинистий грунт додають пісок.
Фузаріоз — грибкова хвороба. Заражує рослини, у фазі розсади і протягом вегетаційного періоду. Ознаки — пожовкле й зів'яле листя. На поперечних розрізах стебла з'являються світло-коричневі кільця. Хворе листя скручується й опадає, голівка рослини деформується. Як наслідок, хвора капуста виростає недорозвиненою.
Пероноспороз (несправжня борошниста роса) — грибкове захворювання. На нижньому боці листків з'являється пухкий білий наліт. Частіше хворіє капуста білокачанна, але і червонокачанна також може захворіти. При зберіганні капусти, грибок може проявитися назовні головки у вигляді нечітких сіруватих плямам з білим нальотом і врешті-решт спричинити загнивання.
Біла та сіра гнилі — хвороби, що проявляються під час зберігання плоду. За білої гнилі верхні листки головок стають слизуватими та загнивають. На листках утворюється білий наліт, на якому є плоскі чорні цятки. За сірої гнилі наліт на листі буде сірий, з чорними цятками.

## Види
- Brassica assyriaca Mouterde
- Brassica aucheri Boiss.
- Brassica balearica Pers.
- Brassica barrelieri (L.) Janka
- Brassica brachyloma Boiss. & Reut.
- Brassica cadmea Heldr. ex O.E.Schulz
- Brassica carinata A.Braun
- Brassica cretica Lam.
- Brassica deflexa Boiss.
- Brassica deserti Danin & Hedge
- Brassica desnottesii Emb. & Maire
- Brassica dimorpha Coss. & Durieu
- Brassica duncan F1 [1]
- Brassica elongata Ehrh.
- Brassica fruticulosa Cirillo
- Brassica gallicum O.E.Schulz
- Brassica gravinae Ten.
- Brassica hilarionis Post
- Brassica incana Ten.
- Brassica insularis Moris
- Brassica iranica Rech.f., Aellen & Esfand.
- Brassica juncea (L.) Czern. — Гірчиця салатна
- Brassica macrocarpa Guss.
- Brassica montana Pourr.
- Brassica napus L. — Ріпак
- Brassica nigra (L.) K.Koch — Гірчиця чорна
- Brassica nivalis Boiss. & Heldr.
- Brassica oleracea L. — Капуста городня
- Brassica oxyrrhina Coss.
- Brassica procumbens (Poir.) O.E.Schulz
- Brassica rapa L. (syn B. campestris) — Ріпа
- Brassica repanda (Willd.) DC.
- Brassica rupestris Raf.
- Brassica somalensis Hedge & A.G.Mill.
- Brassica souliei Batt.
- Brassica spinescens Pomel
- Brassica taurica (Tzvelev) Tzvelev
- Brassica tournefortii Gouan
- Brassica tyrrhena Giotta, Piccitto & Arrigoni
- Brassica villosa Biv.